# Apatija
Apatija falu Horvátországban, Varasd megyében. Közigazgatásilag Ludbreghez tartozik.

## Fekvése
Ludbregtől 4 km-re keletre a Drávamenti-síkságon fekszik.

## Története
A település alapítási ideje ismeretlen, már 1464-ben említik a ludbregi uradalom falvai között.
1857-ben 192, 1910-ben 345 lakosa volt. 1920-ig Varasd vármegye Ludbregi járásához tartozott. 2001-ben 89 háza és 287 lakosa volt.

## Nevezetességei
A Jézus Szíve-kápolna 1908-ban épült neogótikus stílusban. Az elöl levő bejáratot, az oldalsó homlokzatokon levő ablakokat és a torony harangházának nyílásait boltívek zárják, és gipszből készült profilok keretezik. A kápolna belsejét Julija Merlić festőművész díszítette 1941-ben vakolatfaragásos technikával.